# Marvel Studios
Marvel Studios, LCC, poznat od 1993. do 1996. godine kao Marvel Films, američki je filmski i televizijski studio sa sjedištem u Burbanku u Kaliforniji.
Osnovao ga je 1993. godine Marvel Entertainment, od 2004. godine je pod sadašnjim imenom. Studio je dio Walt Disney Studija od 2009. godine.
Marvel Studios također kontrolira odjele Marvel Music i MVL Productions LLC. Filmove Marvel Studios distribuira Walt Disney Studios Motion Pictures, s izuzetkom prvih filmova od 2008. do 2011. koje distribuiraju Paramount Pictures, Nevjerojatni Hulk film iz 2008., distribuirao Universal Studios, i Spider-Man: Povratak kući (2017.) i Spider-Man: Daleko od kuće (2019.), distribuira Columbia Pictures.

## Povijest
U razdoblju kada je Marvel bio poznat kao Timely Comics, produciran je filmski serijal u kojem je glumio Kapetan Amerika, pod nazivom Kapetan Amerika.
Sedamdesetih godina Marvel Entertainment prodao je eksploatacijska prava nekih likova nekim filmskim studijima. U početku je nastala TV serija koja se sastoji od kratkih epizoda u kojima glumi Spider-Man i pod nazivom Spidey Super Stories. Tijekom sedamdesetih proizveden je Čudesni Spider-Man, TV serija usredotočena na lik Spider-Mana, iz kojeg su snimljena tri filma (Spider-Man, Spider-Man Strikes Back i Spider-Man: The Dragon's Challenge). Nedugo zatim Hulk je bio taj koji je dobio televizijsko pojavljivanje s Billom Bixbyjem i Louom Ferrignom, iz kojih je ekstrapolirano pet filmova (The Incredible Hulk, The Incredible Hulk Returns The Trial of the Incredible Hulk i The Death of the Incredible Hulk).
U istom razdoblju snimljena su tri filma za televiziju: Dr.Strange, Captain America i nastavak Captain America II: Death Too Soon. Godine 1986. nastao je film temeljen na liku Howard the Duck, pod nazivom Howard the Duck. Nakon toga, 1989. godine, napravljen je The Punisher, na temelju lika Punishera i glumio ga je Dolph Lundgren. Iste godine snimljen je novi film o Kapetanu Americi. Rane devedesete karakterizirao je i pilot televizijske serije koja nikada nije bila realizirana o Power Packsima. Marvel Productions promijenio je ime u Marvel Films 1993., a zatim u Marvel Studios 1996., s Avijem Aradom na mjestu glavnog izvršnog direktora (pozicija koju je obnašao do 1998., kada je preuzeo izvršne producentske uloge u produkciji filmova).
Devedesetih je snimljen film o Fantastičnoj četvorci koja nikada nije vidjela svjetlo dana. Snimljena su i dva televizijska filma (Generation X i Nick Fury). Nakon toga, početkom 2000-ih, televizijska serija je napravljena inspirirana X-Menom i nazvana Mutant X.
Između osamdesetih i devedesetih, Marvel je prodao prava svojim likovima brojnim filmskim studijima. To je tijekom godina spriječilo pojavljivanje ili spominjanje samo u filmu posvećenom superheroju drugih likova izdavačke kuće, kao i mogućnost produkcije zborskog filma koji bi mogao okupiti brojne različite likove.
Rođenjem Marvel studija 2004. godine ovaj je problem smanjen dajući Marvelu mogućnost da može snimiti filmove s citatima, dodacima, pisanicama ili zborskim filmovima. Unatoč tome, Marvel Studios do danas ne posjeduje sva prava na svoje likove.
Prije nego što je počeo producirati filmove neovisno o drugim studijima, Marvel Studios sudjelovao je u produkciji nekoliko filmova temeljenih na likovima Marvel Comicsa. Prvi film u koprodukciji pod imenom Marvel Studios bio je Blade (1998.), u kojem je glumio Wesley Snipes, a režirao Stephen Norrington. Godine 1998. filmska prava na X-Men, protagonista dugotrajne serije filmova, prodana su 20th Century Foxu. U narednim godinama uslijedile su i druge produkcije, uključujući seriju Spider-Man u produkciji Sony Picturesa.
Počevši od 2005. godine, Marvel Studios, pod vodstvom Kevina Feigea, odlučio je da će početi samostalno producirati vlastite filmove i distribuirati ih putem Paramount Picturesa. Marvel je dobio relativno malu zaradu od tih poslova s drugim studijima za prava na iskorištavanje svojih likova i poželio je imati kreativniju kontrolu nad svojim projektima.
31. prosinca 2009. tvrtka Walt Disney kupila je Marvel Entertainment za 4 milijarde dolara. U lipnju 2010. godine Marvel Entertainment stvorio je odjel Marvel Television, dajući Jephu Loebu ulogu izvršnog potpredsjednika. U ljeto iste godine Disney je od Paramount Picturesa kupio distribucijska prava za Iron Man, Iron Man 2, Thor, Kapetan Amerika: Prvi osvetnik, Osvetnici i Iron Man 3, čiji je logo još uvijek prisutan u promotivnim materijalima i na početku filmova.
Godine 2012., povodom objavljivanja The Amazing Spider-Man, Disney i Sony Pictures dogovorili su sporazum putem kojeg je Disney stekao prava na svim budućim Spider-Man filmovima, dok je Sony dobio Marvelov postotak prava na lik.
U veljači 2015. godine Sony Pictures i Marvel Studios objavili su sporazum o snimanju novog Spider-Man filma smještenog u Marvel Cinematic Universe. Film će producirati Kevin Feige i Amy Pascal. Filmska prava na Spider-Mana ostat će Sony-u.
U kolovozu 2015. godine Marvel Studios integriran je u Walt Disney Studios, a Feige će biti izravno odgovoran predsjedniku Walt Disney Studiosa Alanu Hornu umjesto izvršnom direktoru Marvel Entertainmenta Isaacu Perlmutteru. Marvel Animation i Marvel Television i dalje su pod kontrolom Marvel Entertainmenta i Perlmuttera.
Nakon što je The Walt Disney Company u 2019. godini za 52,4 milijarde dolara preuzeo 21st Century Fox, Marvel Studios vratio je posjed filmskih prava koja su prethodno prodana 20th Century Foxu, dobivši mogućnost iskorištavanja X-Men sage, Fantastic 4 i Deadpoola.

## Vanjske poveznice
- Službena stranica
- Marvel Studios na IMDB-u (engl.)